# Pyeonsu
Pyeonsu (tiếng Hàn Quốc: 편수) là một loại bánh mandu có hình vuông trong ẩm thực Triều Tiên. Đây là món ăn thường được sử dụng vào mùa hè, dùng khi để lạnh và chấm với nước tương và giấm. Thành phố Gaeseong ở tỉnh Hwanghae Bắc nổi tiếng với món ăn này.